# توپتون
توپتون (به انگلیسی: Tupton) یک روستا و محله مدنی در بریتانیا است که در North East Derbyshire واقع شده‌است. توپتون ۳٬۴۲۸ نفر جمعیت دارد.